# Storrisbergsgrottorna
Storrisbergsgrottorna är ett naturreservat som ligger ungefär 7 kilometer väster om Nordmaling vid Storrisberget. I reservatet finns flera sprickgrottor (eller tunnelgrottor), som uppkommit genom rörelser i jordskorpan för flera miljoner år sedan, eller vid jordbävningar i samband med den senaste inlandsisens avsmältning. Inom reservatet finns ett tiotal större grottor och uppe på bergsplatån två välbevarade klapperstensfält.

## Tjuv-Antes grotta
Den mest kända grottan heter ”Tjuv-Antes grotta" och är 30 meter lång, 5 meter bred och 3 meter hög.
Namnet anspelar på en verklig person, Tjuv-Ante. Han levde på 1800-talet och ska ha gömt sig undan rättvisan i grottorna på Storrisberget. Hans egentliga namn var Anders Andersson.